# Muracciole
Muracciole (in corso: Muraccioli) è un comune francese di 48 abitanti situato nel dipartimento dell'Alta Corsica nella regione della Corsica.
La frazione di Arca, a nord del capoluogo, è disabitata dalla fine della prima guerra mondiale. Vi si trova la cappella di Santa Maria d'Arca, del X secolo.

## Società

### Evoluzione demografica
Abitanti censiti